# Алуандия
Алуа́ндия (порт. Aloândia) — муниципалитет в Бразилии, входит в штат Гояс. Составная часть мезорегиона Юг штата Гояс. Входит в экономико-статистический микрорегион Мея-Понти. Население составляет 2229 человек на 2006 год. Занимает площадь 102,160 км². Плотность населения — 21,8 чел./км².

## Статистика
- Валовой внутренний продукт на 2003 год составляет 9 213 128,00 реалов (данные: Бразильский институт географии и статистики).
- Валовой внутренний продукт на душу населения на 2003 год составляет 4222,33 реала (данные: Бразильский институт географии и статистики).
- Индекс развития человеческого потенциала на 2000 год составляет 0,743 (данные: Программа развития ООН).